# Hanbury Pawle
Hanbury Pawle, britanski general, * 1886, † 1972.